# Récif London Est
Le récif London Est (en anglais East London Reef, en vietnamien Đá Đông, en tagalog Silangang Quezon, en mandarin Dōng Jiāo (en sinogrammes 东礁)), est un atoll dans la partie orientale des récifs London des îles Spratleys en mer de Chine méridionale,.

## Géographie
Le récif London Central est un atoll corallien océanique qui s'est développé au sommet d'un mont sous-marin dans la partie sud des îles Spratleys.
Les caractéristiques géographiques peu profondes sont le récif London Central à un peu plus de 12 milles marins au nord-est, le récif de Cuarteron à environ 10 milles marins à l'est et le récif London Ouest à environ 18 milles marins à l'ouest.
L'ensemble de l'atoll a la forme d'un triangle dont la hauteur est sur l'axe d'ouest en est et mesure 13 km ; la base se trouve du côté ouest le long de l'axe du nord au sud et mesure environ 4 km.
L'atoll corallien de 42,88 km2 est composé d'une platier récifal de 18,03 km2 et une pente récifale de 5,72 km2 entourant un lagon de 19,14 km2 ayant une profondeur de 7,3 à 14,6 mètres.
Le récif rocheux s'incline progressivement du sud vers le nord, lorsque la marée est basse de 0,4 mètre, la ceinture corallienne nord s'élève hors de l'eau tandis que la ceinture corallienne sud ne s'élève que de 0,2 mètre à marée basse.

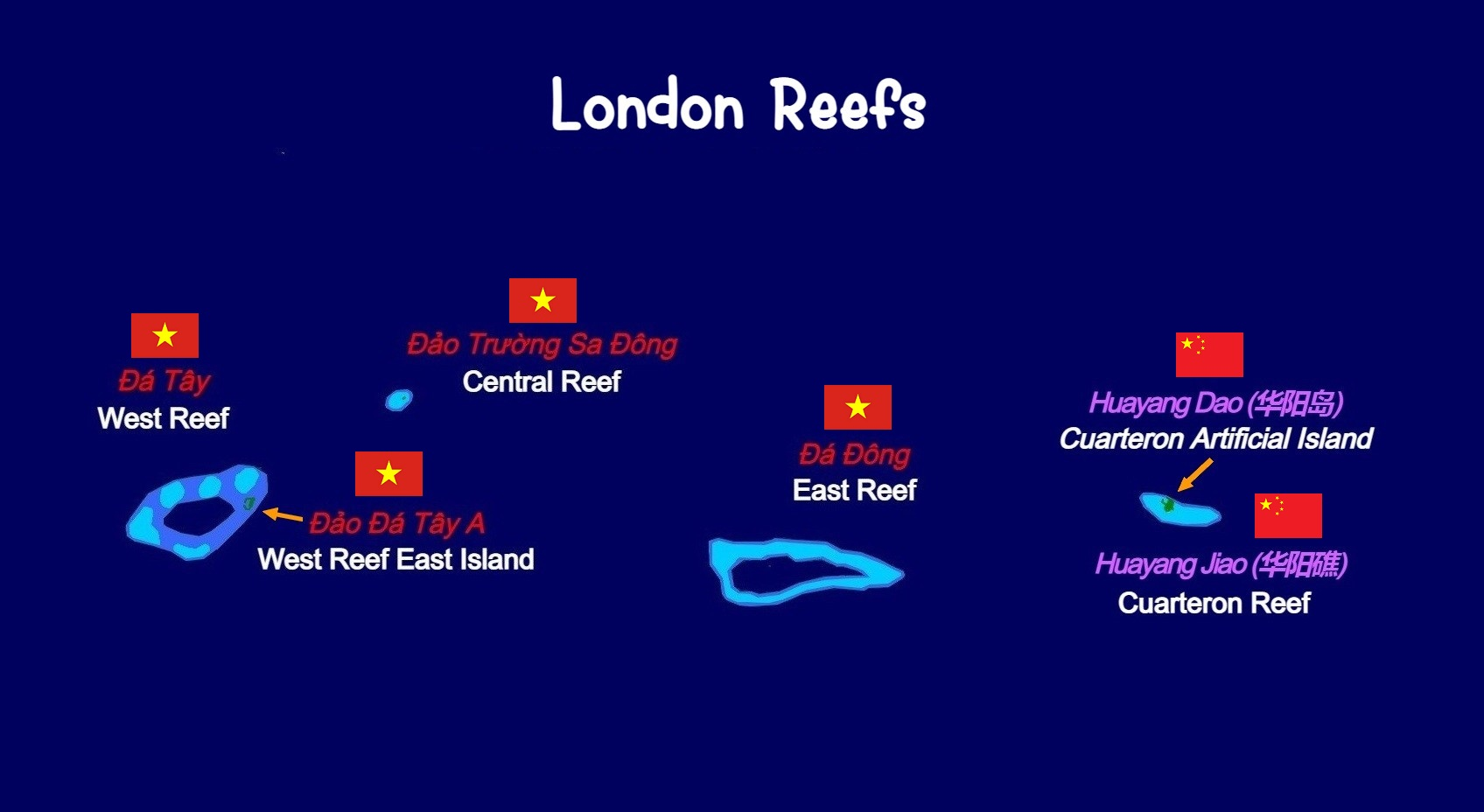
Vue satellite des récifs London.

| \| Đá Tây · (Récif London Ouest) Đảo Trường Sa Đông · (Récif London Central) Đá Đông · (Récif London Est) Huayang Jiao · (Récif de Cuarteron) \| |
| Le récif London Est dans les récifs London. |
| Đá Tây · (Récif London Ouest) Đảo Trường Sa Đông · (Récif London Central) Đá Đông · (Récif London Est) Huayang Jiao · (Récif de Cuarteron)       |

## Structures artificielles

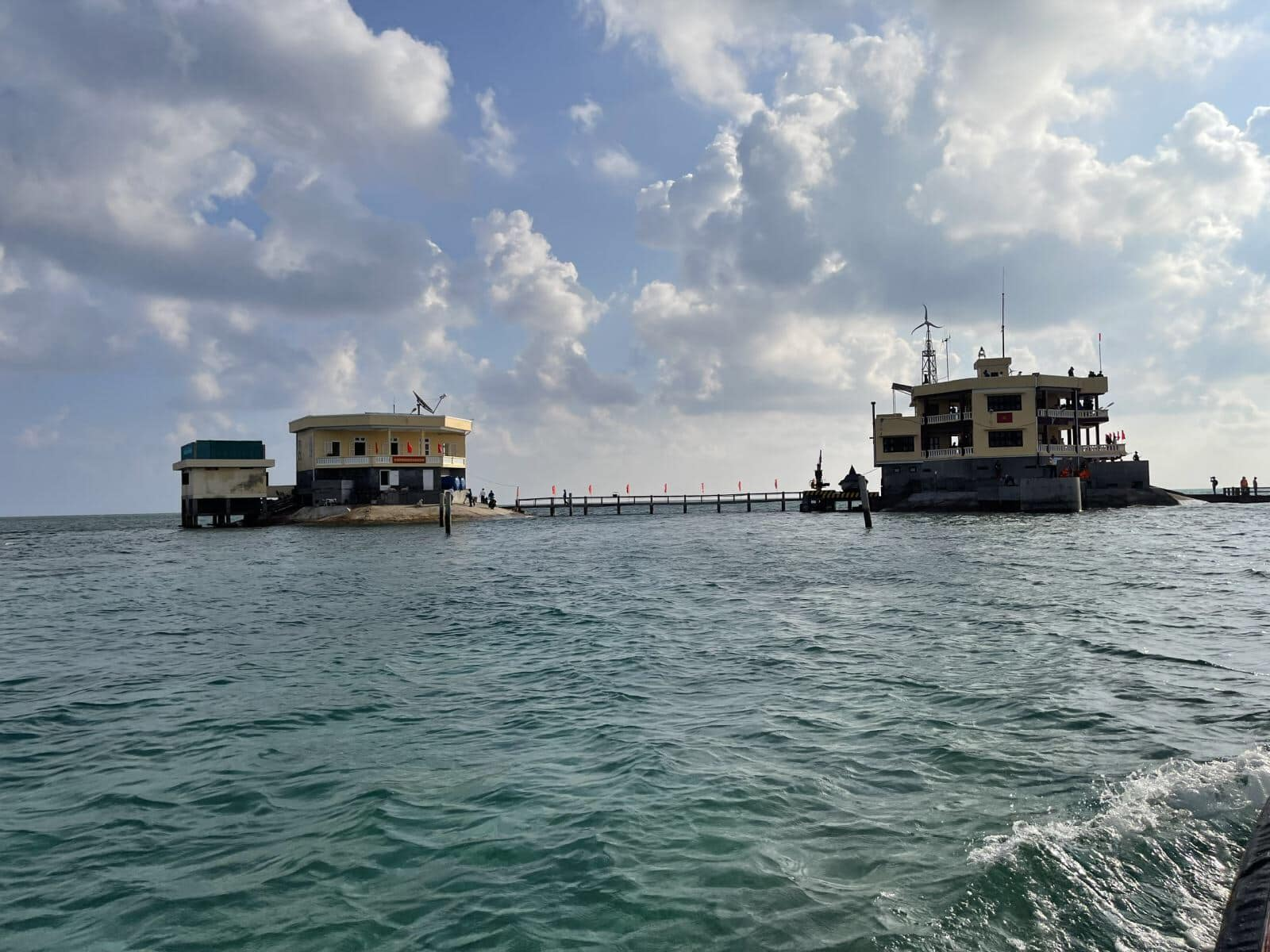
Vue panoramique de l'île Đá Đông B.

Les ingénieurs de la Marine populaire vietnamienne ont construit trois maisons permanentes sur les côtés ouest, nord et est du récif,, nommés îles Đá Đông (A, B, C), avec des coordonnées géographiques (entre parenthèses sont les coordonnées inscrites sur la stèle de souveraineté) :
- Île Đá Đông A (sur le côté est du récif) : 8° 49′ 21″ N, 112° 39′ 33″ E, comprend un château relié à une maison culturelle polyvalente (inaugurée en avril 2021[8]).
- Île Đá Đông B (sur le côté ouest du récif) : 8° 49′ 40″ N, 112° 33′ 01″ E, comprend deux châteaux reliés ensemble.
- Île Đá Đông C (sur le côté nord du récif) : 8° 50′ 24″ N, 112° 35′ 40″ E, comprend un château avec une maison culturelle polyvalente (inaugurée en avril 2022)[9].

## Histoire
Début 1988, après avoir occupé le récif de Fiery Cross le 31 janvier 1988 et le récif de Cuarteron le 18 février 1988 dans l'archipel des îles Spratleys, la république populaire de Chine envisage d'occuper le récif London Est.
Le 15 février 1988, le navire de transport HQ-614 de la Région 4 de la Marine est arrivé sur le récif London Est, combiné avec le navire HQ-851 pour former un escadron car le poste de commandement avancé de la Région 4 était situé sur le navire HQ-614. Le poste de commandement avancé de la Région 4 comprend le colonel, commandant régional Le Van Thu, le lieutenant-colonel, chef d'état-major adjoint de la région Nguyen Van Dan et le lieutenant-colonel, directeur politique adjoint de la région Le Xuan Ba pour organiser la garde du récif London Est.
Le 19 février 1988, après une confrontation infructueuse autour du récif de Cuarteron avec la Chine, les navires HQ-614 et HQ-851 ont amené des forces de la 146e brigade, région 4 de la marine vietnamienne et du 83e régiment d'infanterie, sur la récif London Est et organisé sa garde pour le Viêt Nam.

## Revendication de souveraineté
Le Viêt Nam a pris possession du récif en 1988. Il le contrôle dans le cadre de la thị trấn de Trường Sa (vi), district de Trường Sa, province de Khánh Hòa.
Comme pour toutes les îles Spratleys, la propriété de l'atoll est contestée. Le récif est revendiqué par la république populaire de Chine, les Philippines et la république de Chine (Taïwan).